# Lecanora atroanima
Lecanora atroanima är en lavart som beskrevs av Lumbsch. Lecanora atroanima ingår i släktet Lecanora och familjen Lecanoraceae.   Inga underarter finns listade i Catalogue of Life.